# 末尾至行
末尾 至行（すえお よしゆき、1927年9月23日 - 2023年6月16日）は、日本の人文地理学者。関西大学名誉教授。

## 経歴
神戸市出身。1952年京都大学文学部史学科卒。1971年「水力開発=利用に関する歴史地理学的研究」で京大文学博士。奈良女子大学助教授、1967年関西大学文学部助教授、教授、1998年定年、名誉教授。東西学術研究所委嘱研究員。1986-88年、1992-94年人文地理学会会長。主として水車を研究した。
2009年4月瑞宝中綬章受章。

## 著書
- 『水力開発=利用の歴史地理』大明堂 1980
- 『日本の技術 12 水車先人の技術遺産』第一法規出版 1994
- 『中近東の水車・風車』関西大学東西学術研究所研究叢刊 1999
- 『日本の水車 その栄枯盛衰の記』関西大学東西学術研究所研究叢刊 2003

### 編
- 『人文地理 教養のための22章』橋本征治共編 大明堂 1988
- 『トルコの水と社会』編 大明堂 1989

### 翻訳
- ピエール・ジョルジュ等『行動の科学としての地理学』共訳 大明堂 1969
- T.S.レイノルズ『水車の歴史 西欧の工業化と水力利用』藤原良樹、細川ヨシノブ共訳 平凡社 1989

## 論文
- 末尾至行